# Andrea Henkel
Andrea Henkel (Ilmenau, 1977. december 10. –) kétszeres olimpiai bajnok és hétszeres világbajnok német sílövő.

## Pályafutása
Foglalkozása hivatásos katona. 1989-ben kezdett el a sílövészettel foglalkozni.
1995-ben indult első alkalommal a világkupa norvégiai állomásán. Két év kihagyást követően, 1997-ben indult ismét nemzetközi versenyen, az Olaszországban megrendezett junior világbajnokságon, ahol sprintben aranyérmes lett, a német váltóval pedig a második helyen zárt.
A 2006-2007-es sílövő világkupán az első helyen végzett, a következő évben pedig harmadik lett. Ezen kívül további három alkalommal lett ötödik.
Világbajnokságon 1999-ben vett részt először, a finnországi Kontiolahtiban, ahol a legjobb eredménye egy 12. hely volt sprintben. 2000-ben Norvégiában szerezte meg első világbajnoki érmét, a váltóval lett második. 2010-ig hat arany, négy ezüst és egy bronzérmet nyert a világbajnokságokon.
Indult a 2002-es olimpián, Salt Lake Cityben ahol egyéniben és váltóban is az első helyen végzett. 2006-ban, Olaszországban a váltóval a második lett, egyéniben pedig a negyedik helyen ért célba.

## Eredményei
|     | Az illető versenyszám nem került be a versenyprogramba |
|     | Nem nevezték                                           |
| DNS | Nem állt rajthoz                                       |
| DNF | Nem ért célba                                          |
| DSQ | Diszkvalifikálták                                      |

### Olimpia
| Év   | Világbajnokság | Versenyszám | Versenyszám | Versenyszám   | Versenyszám | Versenyszám | Versenyszám |
| Év   | Világbajnokság | Egyéni      | Sprint      | Üldözőverseny | Tömegrajtos | Váltó       |             |
| ---- | -------------- | ----------- | ----------- | ------------- | ----------- | ----------- | ----------- |
| 2002 | Salt Lake City | 1           | 25          | 13            |             | 1           |             |
| 2006 | Torino         | 4           |             |               | 13          | 2           |             |
| 2010 | Vancouver      | 6           | 27          | 10            | 9           | 3           |             |

### Világbajnokság
| Év   | Világbajnokság                | Versenyszám | Versenyszám | Versenyszám   | Versenyszám | Versenyszám | Versenyszám  |
| Év   | Világbajnokság                | Egyéni      | Sprint      | Üldözőverseny | Tömegrajtos | Váltó       | Vegyes váltó |
| ---- | ----------------------------- | ----------- | ----------- | ------------- | ----------- | ----------- | ------------ |
| 1999 | Kontiolahti Oslo Holmenkollen | 26          | 12          | 18            | 20          |             |              |
| 2000 | Oslo Holmenkollen Lahti       | 40          | 8           | 5             | 16          | 2           |              |
| 2001 | Pokljuka                      | 9           | 11          | 5             |             | 2           |              |
| 2002 | Oslo Holmenkollen             |             |             |               | 21          |             |              |
| 2003 | Hanti-Manszijszk              | 16          |             |               |             |             |              |
| 2004 | Oberhof                       | 26          |             |               |             |             |              |
| 2005 | Hochfilzen Hanti-Manszijszk   | 1           |             |               | 7           | 2           | 17           |
| 2006 | Pokljuka                      |             |             |               |             |             | 10           |
| 2007 | Antholz-Anterselva            | 6           | 23          | 10            | 1           | 1           |              |
| 2008 | Östersund                     | 22          | 1           | 1             | 22          | 1           |              |
| 2009 | Phjongcshang                  | 10          | 6           | DSQ           | 5           | 2           | 3            |
| 2010 | Hanti-Manszijszk              |             |             |               |             |             |              |
| 2011 | Hanti-Manszijszk              | 46          | 20          | 4             | 13          | 1           | 2            |
| 2012 | Ruhpolding                    | 20          | 34          | 11            | 12          | 1           | 3            |

### Világkupa
| Idény   | Összesített eredmény Helyezés (Pontszám) | Összesített eredmény Helyezés (Pontszám) | Összesített eredmény Helyezés (Pontszám) | Összesített eredmény Helyezés (Pontszám) | Összesített eredmény Helyezés (Pontszám) |
| Idény   | Összetett                                | Egyéni                                   | Sprint                                   | Üldözőverseny                            | Tömegrajtos                              |
| ------- | ---------------------------------------- | ---------------------------------------- | ---------------------------------------- | ---------------------------------------- | ---------------------------------------- |
| 1998/99 | 14 (188)                                 | 25 (17)                                  | 14 (80)                                  | 17 (74)                                  | 24 (11)                                  |
| 1999/00 | 5 (378)                                  | 11 (38)                                  | 6 (117)                                  | 4 (148)                                  | 5 (65)                                   |
| 2000/01 | 5 (635)                                  | 4 (110)                                  | 10 (210)                                 | 5 (210)                                  | 18 (61)                                  |
| 2001/02 | 13 (378)                                 | 4 (117)                                  | 17 (98)                                  | 15 (119)                                 | 16 (44)                                  |
| 2002/03 | 17 (344)                                 | 19 (33)                                  | 15 (135)                                 | 14 (129)                                 | 19 (47)                                  |
| 2003/04 | 29 (221)                                 | 41 (8)                                   | 29 (64)                                  | 19 (115)                                 | 29 (34)                                  |
| 2004/05 | 14 (431)                                 | 15 (54)                                  | 18 (134)                                 | 12 (153)                                 | 7 (87)                                   |
| 2005/06 | 7 (531)                                  | 12 (52)                                  | 14 (171)                                 | 8 (172)                                  | 7 (128)                                  |
| 2006/07 | 1 (870)                                  | 1 (140)                                  | 3 (313)                                  | 3 (267)                                  | 9 (116)                                  |
| 2007/08 | 3 (766)                                  | 14 (46)                                  | 4 (299)                                  | 2 (289)                                  | 6 (125)                                  |
| 2008/09 | 5 (838)                                  | 9 (102)                                  | 6 (320)                                  | 4 (234)                                  | 5 (157)                                  |
| 2009/10 | 4 (781)                                  | 2 (126)                                  | 11 (248)                                 | 5 (194)                                  | 3 (169)                                  |
| 2010/11 | 2 (972)                                  | 8 (115)                                  | 4 (349)                                  | 2 (303)                                  | 4 (205)                                  |
| 2011/12 | 8 (806)                                  | 14 (70)                                  | 9 (271)                                  | 7 (276)                                  | 4 (195)                                  |

| 1998/99    | Oberhof Váltó | Antholz-Anterselva Váltó | |
| 1999/00    | Breznóbánya/Pokljuka Tömegrajtos Ruhpolding Váltó Antholz Üldözőverseny Antholz Váltó Lahti Váltó                                                               | Oberhof Váltó Oslo Holmenkollen Váltó (VB) Lahti Egyéni                                                                                   | Lahti Üldözőverseny                                                                                    |
| 2000/01    | Pokljuka/Antholz Váltó | Hochfilzen/Antholz Egyéni Hochfilzen/Antholz Váltó Breznóbánya/Antholz Üldözőverseny Ruhpolding Váltó Pokljuka Váltó (VB)                 | Breznóbánya/Antholz Üldözőverseny Salt Lake City Sprint                                                |
| 2001/02    | Pokljuka Váltó Salt Lake City Egyéni (O) Salt Lake City Váltó (O)                                                                                               | Hochfilzen Sprint | Pokljuka Egyéni Pokljuka Üldözőverseny                                                                 |
| 2002/03    | Oberhof Váltó | Pokljuka/Östersund Váltó Ruhpolding Váltó                                                                                                 | |
| 2003/04    | | | |
| 2004/05    | Oberhof Váltó Hochfilzen Egyéni (VB) | Beitostolen Sprint Hochfilzen Váltó (VB)                                                                                                  | |
| 2005/06    | | Oberhof Váltó Ruhpolding Váltó Antholz-Anterselva Tömegrajtos Torino Váltó (O)                                                            | Östersund Üldözőverseny                                                                                |
| 2006/07    | Hochfilzen Sprint Hochfilzen Üldözőverseny Hochfilzen Egyéni Antholz Tömegrajtos (VB) Antholz Váltó (VB) Lahti Egyéni Oslo Holmenkollen Sprint                  | Hochfilzen Váltó Oberhof Sprint Oberhof Váltó Oslo Holmenkollen Üldözőverseny Hanti-Manszijszk Sprint                                     | Hochfilzen Sprint Hanti-Manszijszk Üldözőverseny                                                       |
| 2007/08    | Hochfilzen Váltó Pokljuka Váltó Oberhof Váltó Antholz Üldözőverseny Antholz Tömegrajtos Östersund Sprint (VB) Östersund Üldözőverseny (VB) Östersund Váltó (VB) | Kontiolahti Üldözőverseny Antholz-Anterselva Sprint                                                                                       | Hanti-Manszijszk Üldözőverseny                                                                         |
| 2008/09    | Hochfilzen Váltó Oberhof Sprint Ruhpolding Váltó Vancouver Váltó Trondheim Üldözőverseny                                                                        | Phjongcshang Váltó (VB) | Hochfilzen Sprint Hochfilzen Váltó Phjongcshang Vegyes váltó (VB) Hanti-Manszijszk Tömegrajtos         |
| 2009/10    | Östersund Váltó Oberhof Tömegrajtos Antholz Üldözőverseny | Oberhof Váltó Antholz-Anterselva Sprint                                                                                                   | Vancouver Váltó (O) Antholz-Anterselva Egyéni                                                          |
| 2010/11    | Hochfilzen Váltó Fort Kent Sprint Fort Kent Üldözőverseny Hanti-Manszijszk Váltó (VB)                                                                           | Oberhof Tömegrajtos Ruhpolding Egyéni Ruhpolding Sprint Ruhpolding Üldözőverseny Fort Kent Tömegrajtos Hanti-Manszijszk Vegyes váltó (VB) | Oberhof Sprint Antholz-Anterselva Váltó Oslo Holmenkollen Üldözőverseny                                |
| 2011/12    | Oslo Holmenkollen Tömegrajtos Ruhpolding Váltó (VB) | | Oberhof Tömegrajtos Ruhpolding Vegyes váltó (VB)                                                       |
| Összesítés | Egyéni: 4 Sprint: 5 Üldözőverseny: 7 Tömegrajtos: 5 Váltó: 21 Vegyes váltó: 0 ------------ Összesen: 42                                                         | Egyéni: 3 Sprint: 7 Üldözőverseny: 4 Tömegrajtos: 3 Váltó: 16 Vegyes váltó: 1 ------------ Összesen: 34                                   | Egyéni: 2 Sprint: 4 Üldözőverseny: 7 Tömegrajtos: 2 Váltó: 3 Vegyes váltó: 2 ------------ Összesen: 20 |

- O - Olimpia és egyben világkupa forduló is.
- VB - Világbajnokság és egyben világkupa forduló is.